# Erwin Kern (Leichtathlet)
Erwin Kern (* 23. August 1888 in Pfirt, heute Ferrette; † 20. März 1963 in Schönau im Schwarzwald) war ein deutscher Sprinter.
Bei den Olympischen Spielen 1912 in Stockholm stellte er in der 4-mal-100-Meter-Staffel zusammen mit Otto Röhr, Max Herrmann und Richard Rau den ersten offiziellen Weltrekord in dieser Disziplin auf (42,3 s). Im Finale jedoch wurde das deutsche Quartett nach einem Wechselfehler disqualifiziert. Über 100 Meter erreichte Kern das Halbfinale.
1913 wurde er Deutscher Meister über 100 und 200 Meter. Im selben Jahr gewann er über 100 Meter die deutsche Hochschulmeisterschaft. Bei den Deutschen Meisterschaften 1915 wurde er Zweiter über 100 Meter und 1916 erreichte er über 200 Meter Platz drei.
Erwin Kern startete für den SV Altkirch, Viktoria Mannheim und TSV 1860 München. Nach dem Studium wurde er Apotheker und übernahm 1920 eine Apotheke in Schönau. Außerdem war er von 1923 bis 1938 erster Vorsitzender des Leichtathletikbezirks Oberrhein.

## Persönliche Bestzeiten
- 100 m: 10,5 s, 26. Mai 1912, München
- 200 m: 22,6 s, 7. Juli 1914, Malmö